# Pectinida
Pectinida zijn een orde van de tweekleppigen.

## Taxonomie
De volgende taxa zijn bij de orde ingedeeld:
- Superfamilie Anomioidea Rafinesque, 1815
  - Familie Anomiidae Rafinesque, 1815
  - Familie  † Permanomiidae Carter, 1990
  - Familie Placunidae Rafinesque, 1815
- Superfamilie  † Aviculopectinoidea Meek & Hayden, 1865
  - Familie  † Aviculopectinidae Meek & Hayden, 1865
  - Familie  † Deltopectinidae Dickins, 1957
  - Familie  † Limatulinidae Waterhouse, 2001
- Superfamilie  † Buchioidea Cox, 1953
  - Familie  † Buchiidae Cox, 1953
  - Familie  † Dolponellidae Waterhouse, 2001
  - Familie  † Monotidae P. Fischer, 1886
- Superfamilie  † Chaenocardioidea S. A. Miller, 1889
  - Familie  † Chaenocardiidae S. A. Miller, 1889
  - Familie  † Streblochondriidae Newell, 1938
- Superfamilie Dimyoidea P. Fischer, 1886
  - Familie Dimyidae P. Fischer, 1886
- Superfamilie  † Entolioidea Teppner, 1922
  - Familie  † Entolioidesidae Kasum-Zade, 2003
  - Familie  † Pernopectinidae Newell, 1938
- Superfamilie  † Euchondrioidea Newell, 1938
  - Familie  † Euchondriidae Newell, 1938
- Superfamilie  † Eurydesmatoidea Reed, 1932
  - Familie  † Eurydesmatidae Reed, 1932
  - Familie  † Manticulidae Waterhouse, 2008
- Superfamilie  † Heteropectinoidea Beurlen, 1954
  - Familie  † Annuliconchidae Astafieva, 1995
  - Familie  † Antijaniridae Hautmann, 2011
  - Familie  † Heteropectinidae Beurlen, 1954
  - Familie  † Hunanopectinidae Yin Hong-fu, 1985
  - Familie  † Limipectinidae Newell & Boyd, 1990
  - Familie  † Ornithopectinidae Hautmann, 2011
- Superfamilie  † Oxytomoidea Ichikawa, 1958
  - Familie  † Oxytomidae Ichikawa, 1958
- Superfamilie Pectinoidea Rafinesque, 1815
  - Geslacht  † Huncalotis Damborenea & Leanza, 2016
  - Familie Cyclochlamydidae Dijkstra & Maestrati, 2012
  - Familie Entoliidae Teppner, 1922
  - Familie  † Neitheidae Sobetski, 1960
  - Familie Pectinidae Rafinesque, 1815
  - Familie  † Pleuronectitidae Hautmann, 2011
  - Familie Propeamussiidae Abbott, 1954
  - Familie Spondylidae J.E. Gray, 1826
  - Familie  † Tosapectinidae Trushchelev, 1984
- Superfamilie Plicatuloidea Gray, 1854
  - Familie Plicatulidae Watson, 1930
- Superfamilie  † Prospondyloidea Pchelintseva, 1960
  - Familie  † Prospondylidae Pchelintseva, 1960
- Superfamilie  † Pterinopectinoidea Newell, 1938
  - Familie  † Claraiidae Gavrilova, 1996
  - Familie  † Natalissimidae Waterhouse, 2008
  - Familie  † Pterinopectinidae Newell, 1938